# Lizzie Brocheré
Lizzie Brocheré (* 22. März 1985 in Paris) ist eine französische Schauspielerin.

## Karriere
Brocheré hatte Rollen in Fernsehserien wie beispielsweise Relic Hunter, Dolmen oder American Horror Story. Im Fernsehfilm Une autre femme (2002) agierte sie in der Rolle der Emma. Im Filmdrama Jedem seine Nacht – Chacun Sa Nuit (2006) spielte sie als Lucie. In der Drama-Fantasy-Romanze Der Engel mit den dunklen Flügeln (2009) verkörperte sie die Rolle der Sabine.

## Filmografie (Auswahl)
- 2001: Margaux Valence: Le secret d’Alice (Fernsehfilm)
- 2001: Relic Hunter – Die Schatzjägerin (Relic Hunter, Fernsehserie, Episode Don’t Go Into the Woods)
- 2002–2007: Alex Santana, négociateur (Fernsehserie, 7 Episoden)
- 2004: Sissi, l’impératrice rebelle (Fernsehfilm)
- 2005: Dolmen – Das Sakrileg der Steine (Dolmen, Fernsehserie, Episode 1x01)
- 2006: Jedem seine Nacht – Chacun Sa Nuit (Chacun Sa Nuit)
- 2006–2011: R.I.S. Police scientifique (Fernsehserie, 14 Episoden)
- 2008: The Wedding Song (Le chant des marieés)
- 2008: Groupe Flag (Fernsehserie, Episode Haute protection)
- 2008: The Wedding Song – Das Ende der Unschuld (Le chant des mariées)
- 2009: Der Engel mit den dunklen Flügeln (The Vintner’s Luck)
- 2010: Les bleus: premiers pas dans la police (Fernsehserie, 6 Episoden)
- 2011: American Translation – Sie lieben und sie töten (American Translation)
- 2011: After Fall, Winter
- 2011: Sleepless Night – Nacht der Vergeltung (Nuit blanche)
- 2012: The Hour (Fernsehserie, 4 Episoden)
- 2012–2013: American Horror Story (Fernsehserie, 13 Episoden)
- 2013: Un petit bout de France (Fernsehfilm)
- 2014: Braquo (Fernsehserie, 8 Episoden)
- 2014: Mary Higgins Clark: Mysteriöse Verbrechen – Weil Deine Augen ihn nicht sehen (Collection Mary Higgins Clark, la reine du suspense; Fernsehserie, Episode: Deux petites filles en bleu)
- 2015: The Strain (Fernsehserie, 9 Episoden)
- 2015–2017: Versailles (Fernsehserie, 14 Episoden)
- 2015: Full Contact
- 2016–2018: Falling Water (Fernsehserie, 20 Episoden)
- 2017: Rings
- 2017: Alteration (Kurzfilm)
- 2018: Vaurien
- 2020: Mirage – Gefährliche Lügen (Mirage)
- 2021: Die purpurnen Flüsse (Les rivières pourpres; Fernsehserie, 2 Episoden)
- 2022: American Gigolo (Fernsehserie)